# Korsze (gmina)
Korsze est une gmina mixte du powiat de Kętrzyn, Varmie-Mazurie, dans le nord de la Pologne. Son siège est la ville de Korsze, qui se situe environ 19 km au nord-ouest de Kętrzyn et 61 km au nord-est de la capitale régionale Olsztyn.
La gmina couvre une superficie de 249,94 km2 pour une population de 10 561 habitants.

## Géographie
Outre la ville de Korsze, la gmina inclut les villages de Babieniec, Błogoszewo, Błuskajmy Małe, Błuskajmy Wielkie, Bykowo, Chmielnik, Długi Lasek, Dłużec Mały, Dłużec Wielki, Dubliny, Dzierżążnik, Dzikowizna, Garbno, Giełpsz, Głowbity, Gnojewo, Góra, Gudniki, Gudziki, Kałmy, Kałwągi, Kamień, Karszewo, Kaskajmy Małe, Kowalewo Duże, Kowalewo Małe, Kraskowo, Krzemity, Łankiejmy, Łękajny, Marłuty, Nunkajmy, Olszynka, Parys, Piaskowiec, Płutniki, Podgórzyn, Podlechy, Polany, Pomnik, Prosna, Równica Dolna, Równica Górna, Saduny, Sajna Mała, Sajna Wielka, Sarkajmy, Sątoczek, Sątoczno, Słępy, Starynia, Stawnica, Studzieniec, Suliki, Suśnik, Tołkiny, Trzeciaki, Wągniki, Wandajny, Warnikajmy, Wetyn, Wiklewko, Wiklewo et Wygoda.
La gmina borde les gminy de Barciany, Bisztynek, Kętrzyn, Reszel et Sępopol.